# Santa Rosa del Abuná
Santa Rosa del Abuná es un municipio y una localidad de Bolivia, capital de la provincia de Abuná en el departamento de Pando. 
Está situado a una altitud de 141 m s. n. m.. 

## Demografía
De acuerdo con el censo boliviano de 2024, la población del municipio de Santa Rosa del Abuná es de 2 855 habitantes.
La población del municipio aumentó en más de la mitad entre 1992 y 2024: 
| Año  | Habitantes (municipio) | Habitantes (localidad) | Fuente                  |
| ---- | ---------------------- | ---------------------- | ----------------------- |
| 1992 | 1 575                  | 113                    | Censo boliviano de 1992 |
| 2001 | 2 097                  | 134                    | Censo boliviano de 2001 |
| 2012 | 2 395                  | 232                    | Censo boliviano de 2012 |
| 2024 | 2 855                  |                        | Censo boliviano de 2012 |